# Nick Oudshoorn
Nick Oudshoorn (Leiden, 26 september 1949) is een Nederlands kunstschilder. Hij werd onder andere bekend door zijn exposities van 1997 tot 2007 op het North Sea Jazz Festival met zijn serie schilderijen en vooral zeefdrukken van de Prisoners of Rock n Roll, Blues en Jazz.
Met zijn serie schilderijen en zeefdrukken van de Hollandse Helden & Erflaters uit de Nederlandse geschiedenis exposeerde hij in 2004 het Marinemuseum in Den Helder. Dit museum heeft de serie zeehelden aangekocht voor de permanente presentatie. In 2003 maakte hij voor de stad Leiden 100 mappen met elk 4 zeefdrukken onder de titel de Voorkant van de macht, met een bijbehorend boekje.
Hierna exposeerde hij in 2005 in het Mariniersmuseum in Rotterdam met een grote overzichtstentoonstelling en in 2007 in het Westfries Museum in Hoorn, in datzelfde jaar was zijn werk te zien in het Zeeuws maritiem muZEEum in Vlissingen.
In 2010 exposeerde hij met een overzichtstentoonstelling van zijn werk in de Koninklijke Bibliotheek in Den Haag, daarna in 2011 een tentoonstelling in het Kamer Onnes gebouw van de Leidse Universiteit in Leiden. In datzelfde jaar besloot de Leidse Universiteit tot aankoop van de serie Hollandse Helden & Erflaters.
Sinds 2007 heeft hij de figuratieve schilderwijze verlaten en werkt nu uitsluitend abstract.
- International Standard Name Identifier: 0000 0003 9639 0922
- Nederlandse Thesaurus van Auteursnamen: 296562009
- RKD-Nederlands Instituut voor Kunstgeschiedenis: 116854
- Virtual International Authority File: 291263573
- WorldCat: E39PBJB4gtFYqPCghYQJbmxkXd